# El mundo del mañana

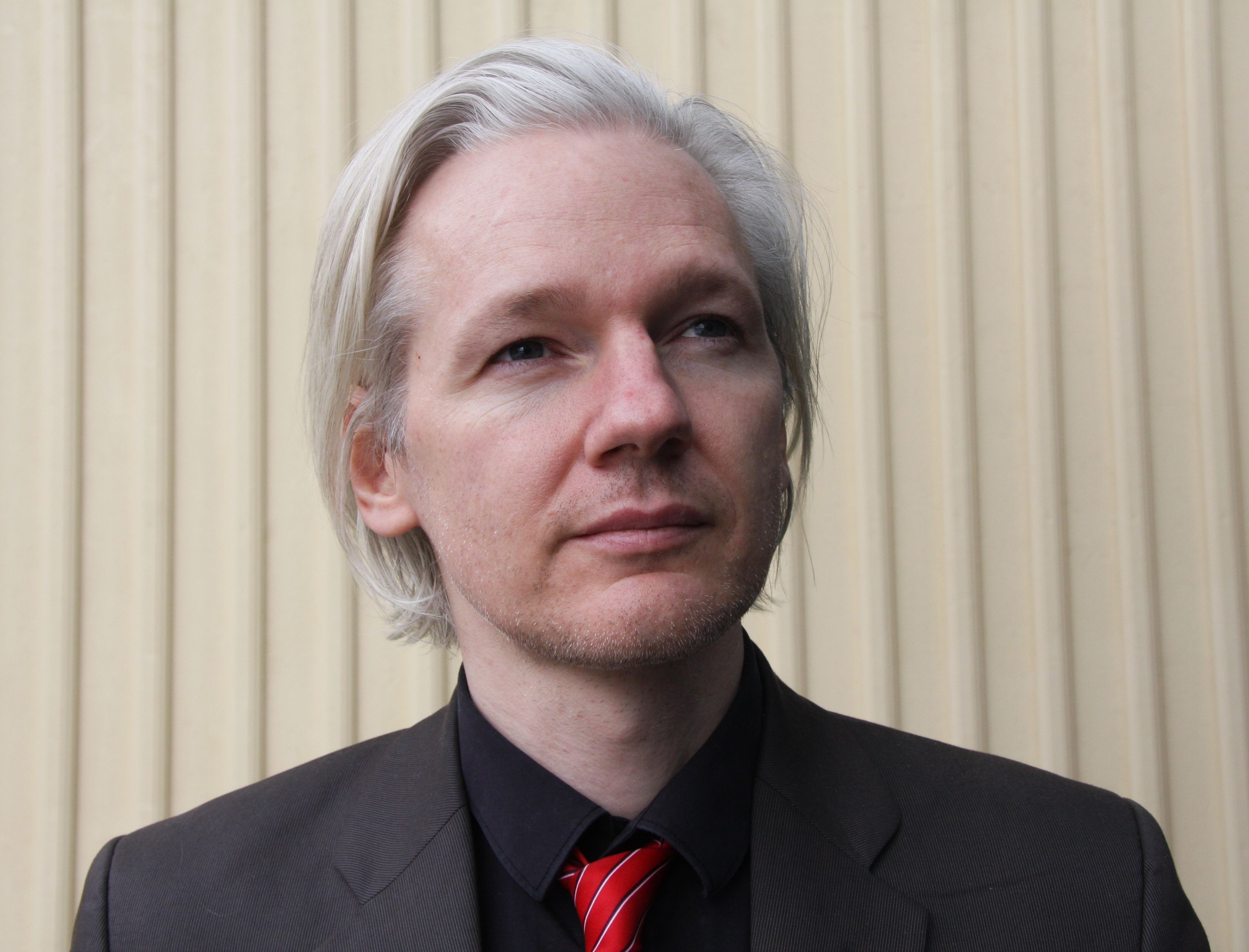
Julian Assange

El programa televisivo Mundo del mañana fue un programa por capítulos de 26 minutos emitido en 2012 por la cadena de televisión RT. En cada capítulo se realizaba una entrevista política organizada por el fundador y editor de Wikileaks, Julian Assange. Se estrenó el 17 de abril de 2012 con uno de dos capítulos pregrabados, día correspondiente al quingentésimo día del "bloqueo financiero" a WikiLeaks.
Es producido por Quick Roll Productions, establecido por Julian Assange y con la asistencia de Dartmouth Films. Es distribuido por Journeyman Pictures en Estados Unidos y por RT a nivel internacional en los idiomas de inglés, árabe y español, que también publica en internet. El tema de la serie fue compuesta por M.I.A..
A partir de los capítulos dedicados a los cypherpunks, Julian Assange y sus entrevistados han publicado el libro Criptopunks: La libertad y el futuro de internet.

## Episodios
| #  | Título         | Al aire             | Invitado(s)                                                         | Ref.   |
| -- | -------------- | ------------------- | ------------------------------------------------------------------- | ------ |
| 1  | Nasrallah      | 17 de abril de 2012 | Hassan Nasrallah                                                    | [ 7 ]  |
| 2  | Horowitz-Zizek | 24 de abril de 2012 | Slavoj Žižek David Horowitz                                         | [ 8 ]  |
| 3  | Marzouki       | 1 de mayo de 2012   | Moncef Marzouki                                                     | [ 9 ]  |
| 4  | Alaa-Nabeel    | 8 de mayo de 2012   | Alaa Abd El-Fattah Nabeel Rajab                                     | [ 10 ] |
| 5  | Cageprisoners  | 15 de mayo de 2012  | Moazzam Begg Asim Qureshi                                           | [ 11 ] |
| 6  | Correa         | 22 de mayo de 2012  | Rafael Correa                                                       | [ 12 ] |
| 7  | Occupy         | 29 de mayo de 2012  | David Graeber Marisa Holmes Alexa O'Brien Aaron Peters Naomi Colvin | [ 13 ] |
| 8  | Criptopunks 1  | 5 de junio de 2012  | Andy Müller-Maguhn Jérémie Zimmermann Jacob Appelbaum               | [ 14 ] |
| 9  | Cypherpunks 2  | 12 de junio de 2012 | Andy Müller-Maguhn Jérémie Zimmermann Jacob Appelbaum               | [ 15 ] |
| 10 | Khan           | 19 de junio de 2012 | Imran Khan                                                          | [ 16 ] |
| 11 | Chomsky-Ali    | 26 de junio de 2012 | Noam Chomsky Tariq Ali                                              | [ 17 ] |
| 12 | Anwar          | 3 de julio de 2012  | Anwar Ibrahim                                                       | [ 18 ] |